# ヴァーツ - ヴァラシュシャジャルマト線
ヴァーツ - バラシュシャジャルマト線（ハンガリー語: Vác–Balassagyarmat-vasútvonal）は、ハンガリー国鉄の鉄道線の名称である。路線番号は75。S750の系統番号がつけられている。

## 歴史
イペル川沿線の鉄道路線はハンガリーの古い鉄道建設プロジェクトで、上ハンガリー地域（Felvidek）鉱山地帯の鉄道連結がその目的であった。南東帝国鉄道（k.k. Südostliche Staatsbahn）はソプからイペル川辺経由でミシュコルツに至る鉄道路線を計画したが、計画は実現されなかった。
1886年9月チャタ - イポイシャーグ間がオーストリア＝ハンガリー国家鉄道（k.k. privilegierte Österreichisch-ungarische Staatseisenbahn-Gesellschaft, StEG）により開通されて、StEGはバラシュシャジャルマト方面の路線延長工事を開始した。1891年1月1日ハンガリーのStEGが王立ハンガリー鉄道に合併された後に、国鉄はStEGの建設工事を引き受けて、イポイシャーグ（現在シャヒ） - バラシュシャジャルマト間を同年8月15日に開通した。
オーストリア＝ハンガリー帝国の解体以後、1920年6月4日にトリアノン条約が締結され国境線はシャヒ - ドレーゲリパラーンク間に確定された。1938年11月に第一次ウィーン裁定によりその区間は第二次世界大戦の終戦までハンガリー国鉄に組み入れられた。国境が再び設置された後にシャヒ - ドレーゲリパラーンク間列車通行は再開できなかった。
1963年国境線 - ドレーゲリパラーンク間の線路が撤去された。

## 運行形態
- ヴァーツ - ディオーシュイェネー ( - バラシュシャジャルマト)[2]
1時間に1本の運行。ヴァーツで、70号線ブダペスト方面特別快速と接続する。うち、バラシュシャジャルマトまで運行されるのは3-5時間に1本となる。早朝・深夜など一部に限り、シャーフェルクートを通過する。
過去の運行形態
2020年度以前は、休日の本数が少なく、3時間に1本の運行であった。また、シャーフェルクートは春・夏・秋のみ停車で、冬季は全列車が通過していた。
2021年度より、休日の本数が1-2時間に1本に増発された。
2022年夏以降、シャーフェルクートに、土曜・休日限定で通年で半数の列車が停車する様になった[3]。
2024年度以降、シャーフェルクートは大部分が停車となった。

## 駅一覧
以下では、ハンガリー国鉄75号線の駅と営業キロ、停車列車、接続路線などを一覧表で示す。
- ■印：全列車停車
- ○印：大部分通過、一部停車
- ｜印：全列車通過

| 路線名 | 駅名                           | 駅間営業キロ | 累計営業キロ | S  | 接続路線                                                              | 所在地         | 所在地                   |
| ------ | ------------------------------ | ------------ | ------------ | -- | --------------------------------------------------------------------- | -------------- | ------------------------ |
| 75     | ヴァーツ駅                     | -            | 0            | ■  | 70号線（プラハ方面、ブダペスト方面） 71号線（ヴェレシェジハーズ方面） | ペシュト県     | ヴァーツ郡               |
| 75     | キシュヴァーツ駅               | 2            | 2            | ■  |                                                                       | ペシュト県     | ヴァーツ郡               |
| 75     | フェニヴェシュヘジ駅           | 4            | 6            | ■  |                                                                       | ペシュト県     | ヴァーツ郡               |
| 75     | マジャルクート・ヴェレーツェ駅 | 4            | 10           | ■  |                                                                       | ペシュト県     | ヴァーツ郡               |
| 75     | マジャルクート駅               | 2            | 12           | ■  |                                                                       | ペシュト県     | ヴァーツ郡               |
| 75     | ソコヤ駅                       | 3            | 15           | ■  |                                                                       | ペシュト県     | ヴァーツ郡               |
| 75     | ベルケニェ駅                   | 6            | 21           | ■  |                                                                       | ノーグラード県 | レーチャーグ郡           |
| 75     | ノーグラード駅                 | 3            | 24           | ■  |                                                                       | ノーグラード県 | レーチャーグ郡           |
| 75     | ディオーシュイェネー駅         | 4            | 28           | ■  |                                                                       | ノーグラード県 | レーチャーグ郡           |
| 75     | ボルショシュベレーニ駅         | 6            | 34           | ■  |                                                                       | ノーグラード県 | レーチャーグ郡           |
| 75     | ナジョロシ駅                   | 4            | 38           | ■  |                                                                       | ノーグラード県 | レーチャーグ郡           |
| 75     | ドレーゲイヴァール駅           | 2            | 40           | ■  |                                                                       | ノーグラード県 | レーチャーグ郡           |
| 75     | シャーフェルクート駅           | 5            | 45           | ●  |                                                                       | ノーグラード県 | バラシュシャジャルマト郡 |
| 75     | ドレーゲイ駅                   | 1            | 46           | ■  |                                                                       | ノーグラード県 | バラシュシャジャルマト郡 |
| 75     | ドレーゲイパラーンク駅         | 2            | 48           | ■  |                                                                       | ノーグラード県 | バラシュシャジャルマト郡 |
| 75     | イポイヴェツェ駅               | 5            | 53           | ■  |                                                                       | ノーグラード県 | バラシュシャジャルマト郡 |
| 75     | デイタール駅                   | 7            | 60           | ■  |                                                                       | ノーグラード県 | バラシュシャジャルマト郡 |
| 75     | イポイセグ駅                   | 2            | 62           | ■  |                                                                       | ノーグラード県 | バラシュシャジャルマト郡 |
| 75     | エゲルラープ駅（休止中）       |              | (66)         | ｜ |                                                                       | ノーグラード県 | バラシュシャジャルマト郡 |
| 75     | バラシュシャジャルマト駅       | 8            | 70           | ■  | 78号線（アソード方面、イポイタルノーツ方面）                          | ノーグラード県 | バラシュシャジャルマト郡 |